# Dodô da Portela
Maria das Dores Alves Rodrigues, mais conhecida como Dodô da Portela (Barra Mansa, 3 de janeiro de 1920 — Rio de Janeiro, 6 de janeiro de 2015) foi uma porta-bandeira de escola de samba brasileira. Participou de 21 campeonatos da Portela, sendo onze como primeira porta-bandeira da agremiação. É vencedora de dois Estandartes de Ouro, considerado o "Óscar do carnaval".
Nascida e criada no Vale do Paraíba, mudou-se para o Rio aos quatro anos de idade, indo morar no Morro da Providência. Trabalhando como empacotadora numa fábrica de embalagens de papelão, conheceu Dora, rainha da Portela, que lhe indicou para ser porta-bandeira da agremiação. Estreou no cargo aos quinze anos, no carnaval de 1935, quando a Portela conquistou seu primeiro título. Venceu onze campeonatos até deixar o primeiro posto em 1957, sendo substituída por Vilma Nascimento. Passou a desfilar como segunda e terceira porta-bandeira até se "aposentar" da função em 1966.
Também foi presidente da Ala das Damas e desfilou na Portela até o final da vida, participando de outros dez títulos da escola. A baluarte morreu aos 95 anos, após ficar internada por alguns dias com quadro grave de desidratação e desnutrição.
Dodô não teve filhos, mas foi casada com Aloísio, um estivador mangueirense que ela conheceu num baile em Irajá.

## Biografia

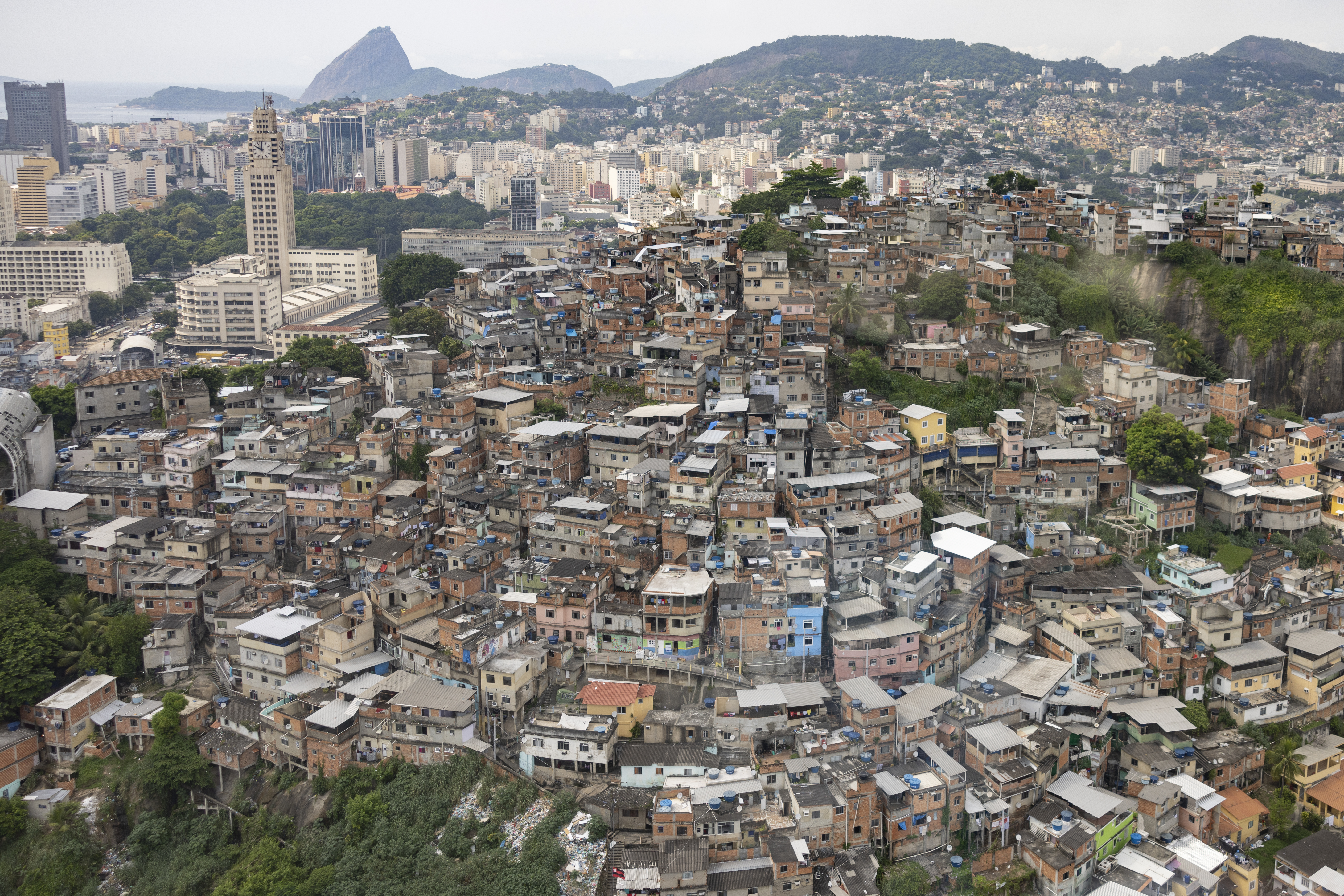
Morro da Providência, na Zona Central do Rio, onde Dodô morou a maior parte de sua vida.

### Infância
Maria das Dores Alves Rodrigues nasceu no dia 3 de janeiro de 1920, em Barra Mansa, no sul do estado do Rio de Janeiro. Aos quatro anos de idade, migrou com a mãe, Otília, e os irmãos para a cidade do Rio de Janeiro, fugindo da miséria que assolava o Vale do Paraíba, que vivia a decadência da cultura cafeeira. Seu pai ficou na região com os outros filhos. Dodô foi morar no Morro da Providência, na Zona Central do Rio. A família se instalou numa casa ampla, no final da Ladeira do Faria, junto à Ladeira do Barroso, bem no alto da encosta. Pouco antes de completar quatorze anos, conseguiu um emprego de empacotadora numa fábrica situada na Rua Visconde de Gávea, no início do Morro da Providência, e que produzia embalagens de papelão para a Casa Granado. No trabalho, Dodô conheceu Doralice Borges da Silva, conhecida como Dora. Moradora do bairro de Oswaldo Cruz, Dora era rainha da Portela (na época, chamada Vai Como Pode), cargo conquistado através do livro de ouro, onde a escola leiloava cargos para aumentar o faturamento e bancar o desfile. No intervalo do trabalho, Dodô, Dora e as outras amigas sambavam e cantavam sambas da Portela.

"Minha mãe tinha seis filhos, e ainda mais três que o meu pai levou para ela criar. Eles ficaram rapazes lá e a cidade era pequena e não tinha emprego. Foi por isso que nós viemos para cá (Rio de Janeiro). Mamãe veio, papai ficou."— Dodô sobre sua transferência para o Rio.

### Carreira na Portela

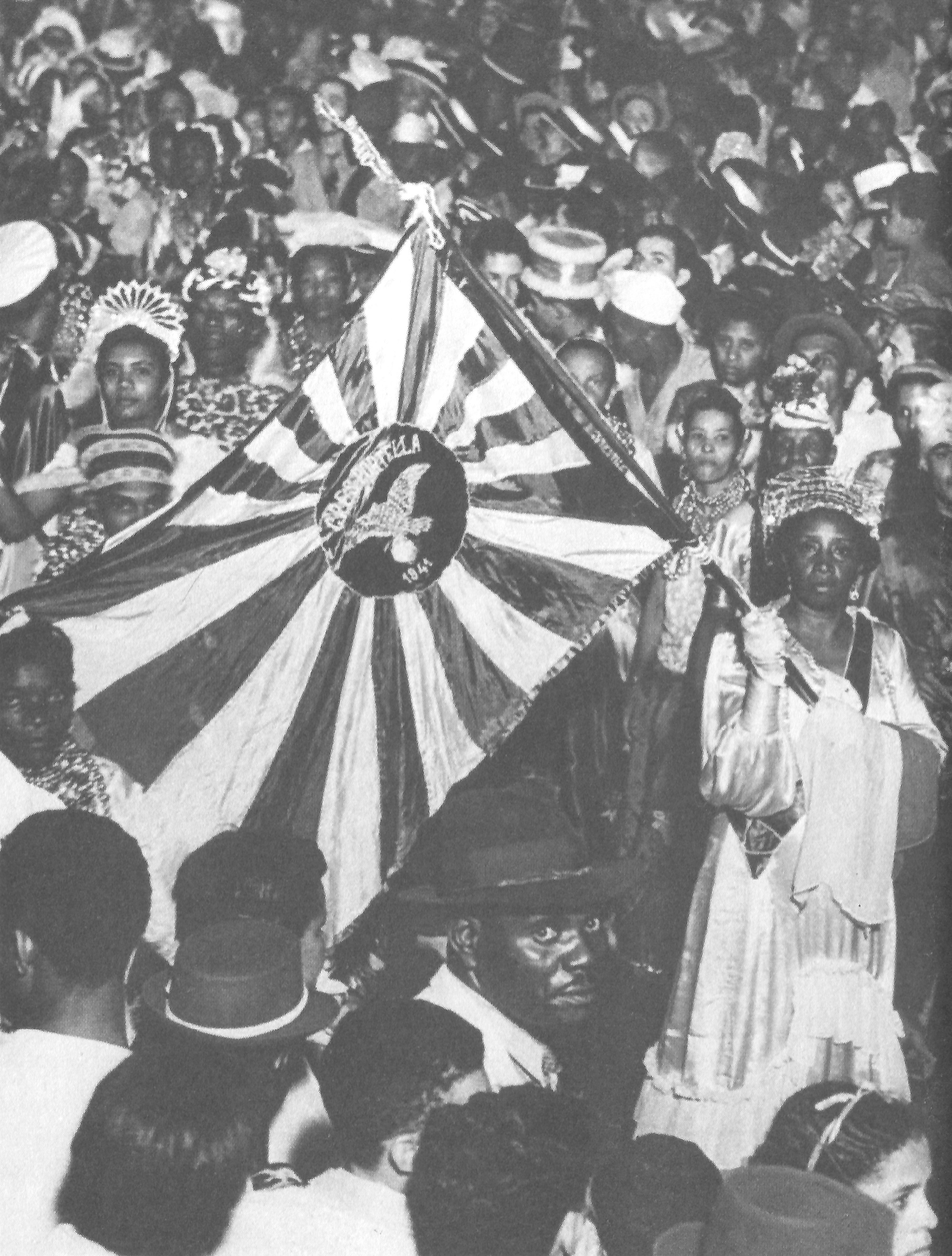
Dodô carregando a bandeira da Portela no desfile campeão de 1941.

Cada vez mais interessada pela escola de samba e, especialmente, pela dança de porta-bandeira, Dodô pediu que sua mãe a levasse para o ensaio da Portela. Chegando lá, Dora lhe apresentou a Paulo da Portela e lhe recomendou como porta-bandeira ao sambista. Paulo achou Dodô muito nova, mas pediu que o mestre-sala da escola, Antônio, lhe avaliasse. Antônio deu algumas dicas à Dodô e lhe ensinou como uma porta-bandeira deve se portar. Após a avaliação, Antônio e Paulo aprovaram Dodô, que foi efetivada como primeira porta-bandeira. Em sua estreia no posto, Dodô foi campeã do carnaval de 1935, sendo este também, o primeiro título da Portela. Como primeira porta-bandeira da agremiação, participou de outros dez títulos da escola. Para o carnaval de 1957, com o consentimento de Dodô, o então presidente da agremiação, Natal da Portela, conduziu Vilma Nascimento ao posto de primeira porta-bandeira. Dodô passou a desfilar como segunda porta-bandeira. Nesse período, a Portela conquistou mais sete título (1957-1960; 1962; 1964; 1966). Após as comemorações do título de 1966, Dodô anunciou à escola que estaria deixando de exercer a função de porta-bandeira. Em 1972, ganhou do então presidente da Portela, Carlinhos Maracanã, uma loja situada dentro do Portelão, a quadra da escola em Madureira. Em 1986, recebeu o Estandarte de Ouro, do jornal O Globo, de Destaque Feminino. Consolidada como baluarte da agremiação, passou a exercer a função de presidente da Ala das Damas, vencedora dos Estandartes de Ouro de 1991 e 2014. No carnaval de 2000, foi um dos destaques do desfile da Portela, se apresentando com o pavilhão da escola, como nos tempos de porta-bandeira. Em 2003, Dodô foi homenageada no Centro Cultural Carioca. No carnaval de 2004, desfilou como madrinha da bateria da Portela. No mesmo ano, recebeu seu segundo Estandarte de Ouro, considerado o "Óscar do carnaval". Em 2009, foi homenageada, com outras personalidades do samba, no documentário Velhas Guardas, de Joatan Berbel. Em 2013, foi lançado o livro "Onze Mulheres Incríveis do Carnaval Carioca", do jornalista Aydano André Motta, onde a história de Dodô foi contada no capítulo 1, com o título de "Dodô, a pioneira".

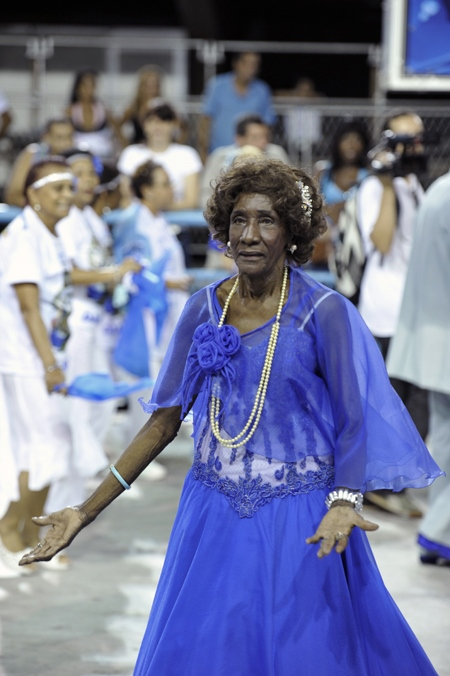
No Sambódromo da Marquês de Sapucaí, Dodô participa do ensaio técnico da Portela para o desfile do carnaval de 2011.

### Morte e repercussão
No dia 22 de dezembro de 2014, Dodô foi internada Hospital Municipal Ronaldo Gazolla, em Acari, no subúrbio do Rio, com quadro grave de desidratação e desnutrição. Dodô morreu no dia 6 de janeiro de 2015, três dias após completar 95 anos, no mesmo hospital onde estava internada desde o mês anterior. O velório e o enterro foram realizados no dia seguinte, no Cemitério de São João Batista, em Botafogo, zona sul do Rio. A própria Dodô expressou, diversas vezes, o pedido para que seu corpo não fosse velado na quadra da Portela, que ela julgava ser um local de alegria permanente.
A morte da ex porta-bandeira repercutiu entre as personalidades ligadas ao carnaval. Presidente de honra da Portela, Monarco lembrou que a amiga era a pastora mais antiga e sócia número um da escola. Vice-presidente da Portela, Marcos Falcon disse que Dodô "acompanhou a transformação da Portela em uma das maiores potências do carnaval, e que ela transmitia uma imagem de alegria e esperança". O então secretário de Turismo do Rio de Janeiro, Antonio Pedro Figueira de Mello, declarou que Dodô era "uma grande dama do samba e parte importante da história da cidade". Lucinha Nobre lembrou que Dodô abençoou sua entrada na Portela e sempre foi muito amiga com ela. Squel Jorgea disse que Dodô "sempre foi uma mulher muito alegre e viveu a vida de uma forma intensa". Rute Alves lembrou que enquanto esteve na Portela, Dodô cuidava de seu filho durante os ensaios. Presidente da Liga Independente das Escolas de Samba do Rio de Janeiro (LIESA), Jorge Castanheira ressaltou que Dodô foi "uma pessoa que se doou, tinha uma identidade com a Portela, mas era respeitada por todo o mundo do samba". O então prefeito do Rio, Eduardo Paes, também homenageou a ex porta-bandeira em suas redes sociais.

"Fica o legado da dedicação que sempre teve ao samba, em especial à arte de uma porta-bandeira. Viveu e ultrapassou várias fases do samba. Sobreviveu às perseguições, dificuldades e transformações. Fez a passagem como uma verdadeira dama."— Selminha Sorriso, em 2015, sobre a morte de Dodô.

## Carnavais
Abaixo, a lista de carnavais de Dodô como primeira porta-bandeira e o resultado da escola de samba em cada ano.
| Legenda: 0 Nota descartada N Escola foi campeã |

| Ano  | Divisão         | Escola de Samba | Classificação            | Mestre-Sala        | Ref.   |
| ---- | --------------- | --------------- | ------------------------ | ------------------ | ------ |
| 1935 | Desfile Oficial | Portela         | Campeã                   | Manoel Bam-Bam-Bam | [ 15 ] |
| 1936 | Desfile Oficial | Portela         | 3.º lugar                | Manoel Bam-Bam-Bam | [ 16 ] |
| 1937 | Desfile Oficial | Portela         | Vice-campeã              | Manoel Bam-Bam-Bam | [ 17 ] |
| 1938 | Desfile Oficial | Portela         | Resultado não registrado | Manoel Bam-Bam-Bam | [ 18 ] |
| 1939 | Desfile Oficial | Portela         | Campeã                   | Manoel Bam-Bam-Bam | [ 19 ] |
| 1940 | Desfile Oficial | Portela         | 5.º lugar                | Manoel Bam-Bam-Bam | [ 20 ] |
| 1941 | Desfile Oficial | Portela         | Campeã                   | Manoel Bam-Bam-Bam | [ 21 ] |
| 1942 | Desfile Oficial | Portela         | Campeã                   | Manoel Bam-Bam-Bam | [ 22 ] |
| 1943 | Desfile Oficial | Portela         | Campeã                   | Manoel Bam-Bam-Bam | [ 23 ] |
| 1944 | Desfile Oficial | Portela         | Campeã                   | Manoel Bam-Bam-Bam | [ 24 ] |
| 1945 | Desfile Oficial | Portela         | Campeã                   | Manoel Bam-Bam-Bam | [ 25 ] |
| 1946 | Desfile Oficial | Portela         | Campeã                   | Manoel Bam-Bam-Bam | [ 26 ] |
| 1947 | Desfile Oficial | Portela         | Campeã                   | Manoel Bam-Bam-Bam | [ 27 ] |
| 1949 | UGESB           | Portela         | Vice-campeã              | Manoel Bam-Bam-Bam | [ 28 ] |
| 1950 | UCES            | Portela         | Vice-campeã              | Manoel Bam-Bam-Bam | [ 29 ] |
| 1951 | UGESB           | Portela         | Campeã                   | Manoel Bam-Bam-Bam | [ 30 ] |
| 1952 | Supercampeonato | Portela         | Resultado não divulgado  | Manoel Bam-Bam-Bam | [ 31 ] |
| 1953 | Supercampeonato | Portela         | Campeã                   | Manoel Bam-Bam-Bam | [ 32 ] |
| 1955 | Supercampeonato | Portela         | 3.º lugar                | Manoel Bam-Bam-Bam | [ 33 ] |
| 1956 | Supercampeonato | Portela         | Vice-campeã              | Manoel Bam-Bam-Bam | [ 34 ] |

## Títulos e estatísticas
Dodô participou da conquista de onze campeonatos como primeira porta-bandeira da Portela. Após deixar o posto, continuou desfilando pela escola, no período em que a Portela foi campeã mais dez vezes.
| Divisão        | Campeonato | Ano                                                               | Vice | Ano                     | Terceiro lugar | Ano         |
| -------------- | ---------- | ----------------------------------------------------------------- | ---- | ----------------------- | -------------- | ----------- |
| Grupo Especial | 11         | 1935, 1939, 1941, 1942, 1943, 1944, 1945, 1946, 1947, 1951 e 1953 | 4    | 1937, 1949, 1950 e 1956 | 2              | 1936 e 1955 |

## Premiações
Abaixo, a lista de prêmios recebidos por Dodô em sua carreira no carnaval.
- Estandarte de Ouro

Individual
1986 - Destaque Feminino 
2004 - Personalidade 
Coletivo
1991 - Ala das Damas (Portela) 
2014 - Ala das Damas (Portela) 
- Tamborim de Ouro

2004 - Eu Sou o Samba (Personalidade) 